# Dianthus knappii
Dianthus knappii ist eine Pflanzenart aus der Gattung der Nelken (Dianthus) innerhalb der Familie der Nelkengewächse (Caryophyllaceae).

## Beschreibung

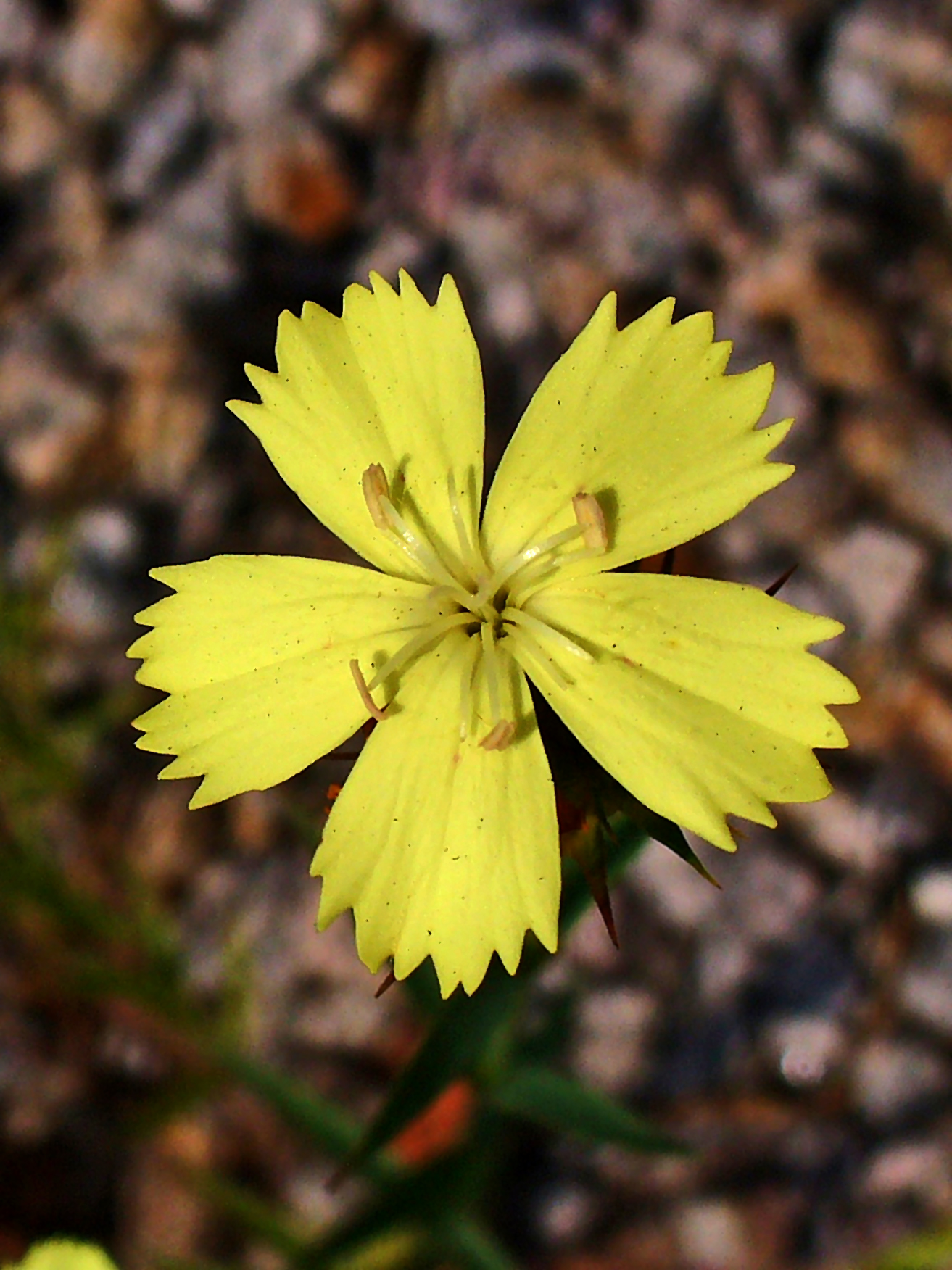
Blüte

### Vegetative Merkmale
Dianthus knappii ist eine ausdauernde, krautige Pflanze, die Wuchshöhen von 30 bis 60 Zentimetern erreicht. Die oberirdischen Pflanzenteile sind behaart. Die Laubblätter sind bei einer Breite von bis zu 5 Millimeter grasartig und grün.

### Generative Merkmale
Die Blütezeit reicht von Juni bis Juli. Blühende Stängel sind steif aufrecht.
Der Blütenstand ist wenigblütig. Die zwittrigen Blüten sind radiärsymmetrisch und gelb. Der Kelch ist bis 15 Millimeter lang. Die Spitzen der Kelchschuppen sind grannenartig. Die Kronblätter sind mehr oder weniger keilförmig.

## Vorkommen
Dianthus knappii kommt im Nordwesten der Balkanhalbinsel in Montenegro vor. Dianthus knappii wächst an grasigen Standorten und in Gehölzfluren.

## Nutzung
Dianthus knappii wird zerstreut als Zierpflanze für Heidegärten und Steingärten genutzt. Dianthus knappii ist die Stammart aller gelben Nelkenzüchtungen. Sie ist seit 1898 in Kultur.

## Taxonomie
Dianthus knappii wurde 1873 als Varietät Dianthus liburnicus var. knappii durch Jószef Pantocsek in Oesterreichische Botanische Zeitschrift, Band 23 Seite 4 erstbeschrieben. Diese Varietät wurde 1877 durch Vincze von Borbás in Mathematikai és Természettudományi Közlemémyek Band 13, Seite 196 als Dianthus knappii (Pant.) Borbás als Art in die Gattung Dianthus gestellt. Das Artepitheton knappii ehrt den ungarischen Botaniker Josef Armin Knapp (1843–1899).